# Joseph Gluckstein Links
Joseph Gluckstein Links (geb. 13. Dezember 1904; gest. 1. Oktober 1997) war ein britischer Schriftsteller, Kunsthistoriker und Kürschner, der außerhalb der Pelzbranche vor allem für seine Werke über den venezianischen Maler Canaletto (1697–1768) und für seinen Reiseführer „Venice for Pleasure“, Venedig zum Vergnügen, bekannt ist.

## Biografie
Joseph Gluckstein Links wurde am 13. Dezember 1904 in London als Sohn von Katey Links, geb. Symons (geb. 1. Februar 1882; gest. 29. August 1918) und dem Kürschnermeister Calman Links (geb. 1868; gest. 16. August 1925) geboren. Joseph oder Joe, wie er allgemein genannt wurde, hatte zwei jüngere Geschwister, Eileen Hannah Links (geb. 25. August 1909: gest. 1982) und Joyce Links (geb. 15. Oktober 1914).
Sein Vater war ein jüdischer Flüchtling aus Ungarn, der den Pelzhandel Calman Links, ursprünglich ein Großhandelsbetrieb, gegründet hat. Seine Mutter starb 1918, bevor er 13 Jahre alt war. Zwei Jahre später erfuhr sein Vater, dass auch er unheilbar krank war. Daher nahm er seinen Sohn von der Schule, um ihm vor seinem Tod den Pelzhandel im Allgemeinen und die Führung des Geschäfts beizubringen. "Ich war ein unwilliger und mürrischer Schüler", schrieb Links, aber er schätzte später, dass ihn dies zu seiner Karriere als Kürschner gezwungen hat: „Da war das Geschäft, und ich musste unbedingt hingehen und meinen Lebensunterhalt damit verdienen.“
Während des Zweiten Weltkriegs diente Links als Wing Commander in der Royal Air Force und arbeitete im Luftfahrtministerium an Sperrballons. Links heiratete 1945 die Schriftstellerin Mary Lutyens (geb. 31. Juli 1908; gest. 9. April 1999). Das Paar hatte keine eigenen Kinder, aber Links war der Stiefvater von Marys Tochter Amanda Lutyens Sewell aus ihrer früheren Ehe.
Durch eine zufällige Begegnung während seines Militärdienstes kam er in Kontakt mit Robert Lutyens, dem Sohn des Architekten Sir Edwin Lutyens. Durch Robert Lutyens lernte Links dessen Schwester Mary kennen, die er 1945 heiratete. Ursprünglich schlug Links vor, die Flitterwochen auf einem Truppentransporter nach New York zu verbringen, aber Marys Einspruch führte dazu, dass Venedig als geeignetere Option gewählt wurde. Dieser erste Besuch in Venedig zog die beiden sofort in ihren Bann, und in den folgenden 30 Jahren besuchten sie Venedig zwei- bis dreimal pro Jahr. Ende der 1960er Jahre beteiligte sich Links an der Gründung des Venice in Peril Fund, eines Fonds, der verhindern soll, dass die Gebäude Venedigs in die Lagune stürzten. Sowohl Links als auch Mary unterstützten diesen Fonds bis an ihr Lebensende.
Als Bewunderer des Kunstkritikers John Ruskin nahm Links bei einem ihrer ersten Besuche in Venedig ein Exemplar von „Die Steine von Venedig“ mit, was Mary dazu veranlasste, Biografien sowohl über Ruskin als auch über seine Frau Effie Gray zu schreiben. Links war mit Nancy Robinson befreundet, der Erbin des Nugget Schuhputzmittel-Vermögens, die 1922 Dennis Wheatley heiratete. Die beiden Männer blieben zeitlebens Freunde, auch nach der Scheidung von Wheatley und Robinson im Jahr 1930. Sie teilten eine gewisse Vorliebe für Luxus, vor allem in Form von guten Zigarren und teuren Weinen. Als Wheatley versuchte, seinen ersten Roman zu schreiben, unterstützte Links ihn mit Ratschlägen und indem er ihm Geld lieh.

## Karriere

### Kürschner

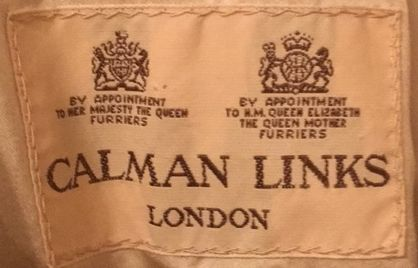
Textil-Einnähetikett Calman Links

Der Betrieb des Vaters befand sich in London auf der Golden Lane 42/46. Nachdem der Vater hauptsächlich mit den damals in der Pelzmode sehr angesagten Skunkfellen handelte, setzte Links junior den Schwerpunkt auf den Handel mit Pelzen des gehobenen Genres. Eine seiner ersten Aufgaben war der Besuch der Kürschner und Einzelhändler in London und in der Provinz. In der Hauptstadt kam er mit schweren Koffern zur Kundschaft, außerhalb mietete er jeweils einen Lagerraum für eine größere Auswahl von Pelzkonfektion, wohin die potentiellen Kunden eingeladen wurden. In den 1920ern, den Goldenen Zwanziger Jahren, wurde der Pelz von der Mode sehr begünstigt. In den 1930ern war Calman Links einer der bekanntesten Kürschner in London, das zu dieser Zeit mit der Gegend um Garlick Hill eines der wichtigsten Zentren des weltweiten Pelzfellgroßhandels war. Selbst die Weltwirtschaftskrise konnte dem Unternehmen Calman Links Ltd. nur wenig anhaben.
Viele Jahre lang befand sich das Geschäft in der Margaret Street 33 in London, im Pelzfachverzeichnis der Branche 1946 unter der Rubrik Großhandel und Produktion verzeichnet. Ein Mantel von Calman Links mit überbetonten Schultern aus schwarzem Hermelin fand Aufnahme in das Werk von Elizabeth Ewing „Fur in Dress“ von 1981. Das Unternehmen verkaufte auch an Privatkunden und erhielt den Titel Königlicher Hoflieferant (Royal Warrant Holder). Auf einer Abbildung aus dem Jahr 1955 ist Prinzessin Margaret in einem Wildnerzmantel und die Königinmutter, Elizabeth Bowes-Lyon, mit einer Blaufuchsstola aus dem Haus Links zu sehen, ein anderes Foto zeigt 1947 die spätere Königin Elisabeth II. in einem Phantombibermantel von J. G. Links. Ein undatierter Prospekt der Firma bildet auf der Titelseite einen bodenlangen Chinchillamantel ab, die Adresse lautete hier Brompton Road 149, das ist unweit des Nobelkaufhauses Harrods.
Joseph Gluckstein Links war eine Zeit lang Direktor der Hudson’s Bay Company und diente als Präsident der British Fur Trade Alliance.
Im Jahr 1956 veröffentlichte Links ein Buch über Pelze, „The Book of Fur“, „verfasst auf der Veranda von Amanda und John Pallant in Karachi“.
Das Unternehmen Calman Links Ltd., „ehemals eine der renommiertesten Kürschnereien Londons“, war wohl 1989 von einer Familie Winterson an einen neuen Besitzer in Manchester verkauft worden. Um die Jahreswende 1990/91 wurde die Firma aufgelöst.

### Schriftsteller
Etwa 1935 schlug Links seinem Freund Wheatley vor, gemeinsam einen als Gesellschaftsspiel ausgestatteten Kriminalroman zu verfassen. Wheatley war zunächst nicht überzeugt, da sich Links bisher weder mit Schreiben noch mit dem Entwerfen von Spielen befasst hatte. Wheatley, inzwischen ein gefragter Autor, hatte zudem keine Erfahrung im Schreiben von Kriminalromanen. Von Links' Hartnäckigkeit zermürbt, wandte sich Wheatley an seinen Verleger Hutchinson, der sich zurückhaltend äußerte, da die Produktion teuer wäre und er keine Erfahrung damit hatte. Um Wheatley bei Laune zu halten, willigte der Verlag schließlich ein, sofern Links und Wheatley bereit waren, für die ersten 10.000 verkauften Exemplare keinerlei Tantiemen zu erhalten und danach nur einen Penny pro Exemplar zu verlangen. Links plante das Rätsel und entwarf die Hinweise, während Wheatley den Text der beigelegten Dokumente schrieb. Da Wheatley der Leserschaft bekannt war, wurde ihm das Dossier zugeschrieben, darunter stand in kleineren Buchstaben „geplant von J. G. Links“.
Ihr erster Versuch „Murder off Miami“ wurde am 23. Juli 1936 zu einem Preis von 3 Shilling und 6 Pence veröffentlicht. Anfänglich wurden die Bücher von den Buchhändlern größtenteils negativ aufgenommen, da sie schwer zu präsentieren waren und man der Meinung war, dass sie für den allgemeinen Konsum zu innovativ seien. Wheatley überredete jedoch zahlreiche Londoner Buchhändler, eine kleine Anzahl zu übernehmen. Das Kaufhaus Selfridges erklärte sich bereit, 1000 Exemplare abzunehmen, vorausgesetzt, Wheatley signierte jedes Exemplar. Innerhalb von sechs Monaten waren 120.000 Exemplare abgesetzt, in Großbritannien verkaufte sich das Buch im ersten Jahr über 200.000 mal. Queen Mary erwarb sechs Exemplare bei Hatchards. Es wurde zudem in mehrere Sprachen übersetzt.
Obwohl es in der Vergangenheit schon Kriminalromane gab, deren Lösung der Leser selbst finden musste, setzten Links und Wheatley neue Maßstäbe. Zu dem Buch gab es eine Pappmappe mit allen Indizien, die ein Ermittlerteam sammeln konnte. Sie enthielt eine Vielzahl von Berichten, Zeugenaussagen, Briefen und auch physische Hinweise wie Haare oder Pillen. Der Leser musste diese Beweismittel untersuchen, um das Rätsel zu lösen, bevor er seine Schlussfolgerung mit der eigentlichen Lösung überprüfen konnte, die in einem versiegelten Abschnitt im hinteren Teil der Mappe versteckt war. Es wurden drei weitere „Crime Dossiers“ veröffentlicht, „Who Killed Robert Prentice?“, „The Malinsay Massacre“ und „Herewith The Clues!“. Einige der Briefe in „Who Killed Robert Prentice?“ waren mit einzigartigem Parfüms parfümiert, die wichtige Hinweise auf ihre Herkunft lieferten, und es gab ein zerrissenes Foto des Opfers, das mit einer nackten Frau herumtollte. Der Leser musste dieses Foto wieder zusammensetzen, um einen Hinweis zu erhalten.
Diese Verbrechensdossiers waren sowohl in Großbritannien als auch in der übrigen Welt sehr beliebt. Als sie in Deutschland veröffentlicht wurden, äußerten sich die nationalsozialistische Literaturkammer und das Propagandaministerium ablehnend über „Wer tötete Robert Prentice“ und behaupteten, die Hauptfigur Cicely Prentice sei eine Frau, deren „moralischer Charakter als mehr als minderwertig“ bezeichnet werden müsse. Viele Jahre lang war man davon ausgegangen, dass das Buch deshalb verboten worden war, inzwischen sind Belege bekannt geworden, dass es eine deutsche Vorkriegsausgabe gab.
Beginnend 1979 mit „Murder off Miami“, wurden alle vier Romane in den nächsten drei Jahren von Hutchinson als Faksimile neu aufgelegt und endeten 1982 mit „Herewith the Clues“ mit geringem Presseecho und bescheidenen Verkaufszahlen. 1986 veröffentlichten Webb und Bower in Zusammenarbeit mit Michael Joseph erfolglos die Verbrechensdossiers in gebundenen Hochglanzausgaben, wobei die gegenständlichen Hinweise auf nur Fotografien reduziert wurden.
Die Faszination für Venedig führte dazu, dass Links Interesse für den venezianischen Maler Canaletto entwickelte. 1962 gab seine Frau Mary Links ein Exemplar des Historikers William G. Constables kürzlich erschienener Monografie über Canaletto heraus, in der ein fehlendes Gemälde des Künstlers erwähnt wurde. Joseph Gluckstein Links erkannte es als das Bild, das über dem Kamin seiner Schwägerin hing. Er gab diese Information an Constable weiter, woraufhin die beiden Männer miteinander korrespondierten. Als Constable Links persönlich traf, bat er ihn, die Überarbeitung des Buches für seine zweite Auflage zu übernehmen. Für diese Aufgabe benötigte Links sechs Jahre, statt der von Constable veranschlagten sechs Monate. Das daraus resultierende Buch „Canaletto: Giovanni Antonio Canal, 1697-1768“, das 1976 erschien, führte dazu, dass Links, der Autodidakt war und keine formale Ausbildung hatte, weltweit als Experte für Canaletto anerkannt wurde.
Als Antwort auf die ständigen Bitten seiner Freunde um Ratschläge vor einem Besuch in Venedig verfasste Links Briefe, in denen er beschrieb, was man dort sehen und unternehmen sollte. Einer der Freunde, der die Stadt besuchen wollte, war der Verleger Max Reinhardt vom Verlag The Bodley Head, dem Links in einem Brief entsprechende Hinweise gab. Auch Reinhardts Kunde Charles Chaplin und seine Frau fanden die Informationen nützlich, woraufhin Reinhardt Links bat, ein Buch über Venedig zu schreiben. Das Ergebnis war „Venice for Pleasure“ (Venedig zum Vergnügen), das bei seiner Veröffentlichung im Jahr 1966 positive Kritiken erhielt, wobei Bernard Levin in „The Times“ feststellte: „Nicht nur der beste Reiseführer für diese Stadt, der je geschrieben wurde, sondern der beste Reiseführer für irgendeine Stadt, der je geschrieben wurde“.
James Mustich nahm das Buch in seine Liste der 1000 Bücher auf, die man gelesen haben muss, bevor man stirbt: Eine „lebensverändernde Liste“, in der er die Meinung vertrat, dass „Links einen Zauber webt, der die Freude an städtischen Wanderungen, die anhaltende Faszination der Schönheit, die Atmosphäre der Zeit und das Vergnügen, in einem einladenden Café zu landen, genau in dem Moment heraufbeschwört, in dem die Füße eine Pause und der Geist eine Atempause brauchen“.
Eine fünfte, erweiterte Auflage wurde 1994 veröffentlicht, 2015 erschien die neunte Auflage.
Joseph Gluckstein Links starb in seinem Londoner Zuhause am 1. Oktober 1997.

## Ehrungen
Für seine Verdienste im Krieg wurde Links 1946 zum Offizier des Order of the British Empire (OBE) ernannt.

## Marginalien
Die Original-Krimis wurden schnell zu Sammlerstücken und erzielten eine Zeit lang höhere Preise als alle anderen Bücher Wheatleys. Doch mit seiner schwindenden Popularität war ihr Wert letztlich gesunken und anständige Exemplare mit gebrochenem Siegel waren Anfang des 21. Jahrhunderts für 20 bis 60 Pfund zu haben. Die wenigen Exemplare, die unversehrt überlebt haben, waren jedoch viel teurer und kosteten weit über 100 Pfund, signierte Exemplare mit intaktem Siegel sogar noch mehr. Auf die Rückseite der ersten Auflage von 'Murder Off Miami' haben die Autoren vorausschauend die folgende Notiz drucken lassen:
„Bewahren Sie dies sorgfältig auf. Es handelt sich um eine Erstausgabe der ersten Crime Story, die auf diese Weise präsentiert wurde. Sollten weitere folgen, ist es möglich, dass ein unbeschädigtes Exemplar von "Murder off Miami" eines Tages von großem Interesse sein könnte.“

## Werke
Seine Bücher erschienen unter dem abgekürzten Namen J. G. Links.

### Fiktion
Kriminaldossiers (mit Dennis Wheatley)
- Murder off Miami, London: Hutchinson, Juli 1936. In Amerika: William Morrow, veröffentlicht unter dem Titel Crimefile Number 1 File on Bolitho Blane[10] --- Deutsche Ausgabe: Mord bei Miami, Henry Burmester Verlag, Bremen, 1937; Der Mörder von Miami, Du Mont Verlag, Köln. 1983
- Who Killed Robert Prentice?, London: Hutchinson, Juni 1937 --- Deutsche Ausgabe: Wer tötete Robert Prentice?, Du Mont Verlag, 1930er Jahre
- The Malinsay Massacre, London: Hutchinson, April 1938 --- Deutsche Ausgabe: Das Geheimnis von Schloß Malinsay, Du Mont Verlag, 1938
- Herewith the Clues!, London: Hutchinson, Juli 1939.
- Der Mord im Landhaus, Du Mont Verlag, 1984
- In den 1980er und Anfang der 1990er Jahre wurden erschienen einige der Dossiers auf Kassette und als Computerspiel.[10]

### Nonfiktion
- The Book of Fur, James Barrie, London, 1956
- How to Look on Furs, The Bodley Head, 1959, revidiert 1962, neu aufgelegt 1964 (basierend auf dem dritten Teil von The Book of Fur)[14]
- Venice for Pleasure, The Bodley Head, London, 1966
- The Ruskins in Normandy: A tour in 1848 with Murray's Hand-Book, John Murray, London, 1968, ISBN 978-0-7195-1817-1
- Townscape Painting and Drawing, Harper Collins, London, 1972, ISBN 978-0-7134-0726-6
- Canaletto: Giovanni Antonio Canal, 1697-1768. Clarendon Press, Oxford, 1976, ISBN 978-0-19-817324-3. Zwei Bände, von Links für die 2. Auflage überarbeitet
- Canaletto and his Patrons, Paul Elek, London, 1977, ISBN 978-0-236-40061-4
- Travellers in Europe: Private Records of Journeys by the Great and the Forgotten: From Horace to Pepys, Bodley Head, London, 1980, ISBN 978-0-370-30202-7
- Canaletto, Ithaca/Cornell, University Press/Phaidon, London, 1982, ISBN 978-0-8014-1532-6
- Canaletto herausgegeben mit Katharine Baetjer, mit Essays von J. G. Links, Michael Levey, Francis Haskell, Alessandro Bettagno, Viola Pemberton-Pigott, The Metropolitan Museum of Art, New York City, 1989, ISBN 978-0-8109-3155-8[15]